# Илона Чакова
Илона Чакова (рођена 1. октобра 1970, Хеб) је чешка певачица. Објавила је десет соло албума и била је најпродаванија певачица у Чешкој 1998. године. Такође се појавила као судија на  ТВ музичком такмичењу Чешки Суперстар (Česko hledá SuperStar).

## Биографија
Чакова је рођена у Хебу, у Чехословачкој (данас Чешка) од оца Мађара и мајке Румунке. Чакова је желела да буде певачица још као дете, и певала је са групом из детињства по имену Butterflies (Лептири). Такође је научила да свира гитару а свирала је и бубњеве у школском оркестру у Клаштерецу над Охри. Учествовала је на свом првом певачком такмичењу 1985. године и била је део групе девојчица Алотрио. Крајем осамдесетих година прошлог века завршила је педагошку гимназију у Мосту. 1987. године Чакова се придружила групи Laura A Její Tygři (Лаура и њени тигрови) која је снимила неколико снимака и имала турнеје по различитим земљама, укључујући Бугарску, Француску и Немачку.
1992. године Чакова је напустила групу због уметничке стагнације. Постала је део пројекта у коме су учествовали композитор Мартин Кучај и банкар А. Команицки, који је продуцирао сингл, "Ритуал", и неколико видео записа. Такође је сарађивала са Луцие Билом.
Дебитантски самостални албум Чакове, Космополис, објавио је Sony Music 1993. године, а она је освојила награду Греми Чешке академије пупуларне музике (Czech Academy of Popular Music) у категорији Нових певача године. Играла је улогу Шејле у новој верзији мјузикла Коса, а 1995. издала је свој други студијски албум, Амстердам. Овај албум и следећи албуми објављени су под ознаком ЕМИ. Године 1996. наступила је на својој првој турнеји са својим трећим новим студијским албумом Пинк са којим је била пред-наступ на концерту Тине Тарнер у Прагу. Касније је освојила чешку музичку награду као Други најбољи певач (женски), коју је поново освојила у следеће две године. 1998. године снимила је Modrý Sen (Плави сан), изводећи верзије песама међу којима су "La Isla Bonita" (Мадона), "I Say a Little Prayer" (Дајон Ворвик) и "Je t'aime... moi non plus" (Џејн Биркин). Следећи албуми  Blízká I Vzdálená(Близу и далеко)(1999) и Tyrkys (Тиркиз) (2000) били су мање успешни. Њена аутобиографија Můj soukromý Řím (Мој приватни Рим) објављена је 1999. године.
2002. године Илона Чакова наступила је у насловној улози у чешком мјузиклу, Клеопатра, у Прашком Бродвеј театру, и направила је нови албум плесне музике, Kruhy mé touhy (Кругови моје жеље). Отприлике у ово доба, вратила се сарадњи са својом бившом музичком групом Laura A Její Tygři, придруживши им се на краткој турнеји. 2005. године извела је блуз и џез песме, укључујући "Summertime", "Now or Never", "Kansas City" и "Black Coffee". 2006. године постала је судија у трећој сезони чешког ТВ музичког такмичења Česko hledá SuperStar (чешки Суперстар). Након тога, наступала је у осталим чешким мјузиклима попут Mistr Jan Hus (2005) и Голем (2006). Након шестогодишње паузе у студијском снимању, снимила је нови албум под називом Илона Чакова (2008) који је рекапитулирао њену каријеру у периоду 1993–2004. За нову деценију (2010) припремила је концертни програм "Ја и мој бенд", где у новим аранжманима пева своје песме са живим бендом иза себе. Програм се састоји од доказаних хитова и песама са последњег албума. Прославила је свој 40. рођендан концертом у прашкој цркви св. Михајла.

## Лични живот
Чакова живи у Брну са партнером Радеком Вонешом. Имају једног сина Данијела (рођен 22. септембра 2009).

## Дискографија

### Са  Laura a její tygři
- - Žár trvá (1988)
  - Nebudeme (1990)
  - Síla v nás (1992)
  - The best of Laura a její tygři (1994)
  - Vyškrábu ti oči (2004)
  - …Jsme tady! (Best of) (2005)

### Ритуал
- Ритуал (1992) (ЕП)

### Соло албуми
- - Kosmopolis  (1993)
  - Amsterdam (1995)
  - Pink (1996)
  - Modrý sen  (Плави сан) (1998)
  - Blízká i vzdálená  (Близу и далеко) (1999)
  - Tyrkys  (Тиркиз) (2000)
  - Kruhy mé touhy (Кругови моје жеље)  (2002)
  - 22x – Best of (2004)
  - Ilona Csáková (2008)
  - Noc kouzelná/ - Best Of  (Магична ноћ/ - најбоље од) (2013)

### ДВД
- - 2x – Best of (2004)
  - Karel Svoboda 65 (2004)
  - Na Kloboučku – Best Sessions Part 2 (2007)

## Мјузикли
- Коса (1997) - Шејла Франклин
- Клеопатра (2002) - Клеопатра
- Мистр Јан Хус (2005) – краљица Жофи
- Голем (2006) - домаћица Розина
- Три мускетара (2008) - краљица Ана